# ハーバード大学デザイン大学院
ハーバード大学デザイン大学院（ハーバードだいがくデザインだいがくいん、英: The Harvard Graduate School of Design (GSD)）は、ハーバード大学にあるデザインの教育が行われる大学院大学。プロフェッショナルスクール・専門職大学院の形式をとっている。ハーバード大学はデザイン系学部は学士レベルには無い。
英語表記は「Graduate School of Design」 (GSD、ハーバード大学大学院スクール・オブ・デザイン）で、これを日本語訳でハーバード大学大学院デザインスクールまたはデザイン学部（デザイン学部長と和訳される）デザイン研究科、ハーバード・デザインスクール、などと表記される。
マサチューセッツ州ケンブリッジの Gund Hallにある。 
なお、デザインスクールといっても、デザインの項目にあるような、また日本の美術大学・芸術大学のデザイン科のように、グラフィックデザインやビジュアルデザイン、プロダクトデザイン、ファッションデザインといったデザイン分野をすべてカバーしているのではなく、むしろ大地をデザインする建設分野での環境デザイン学が主であり、それを三つの大くくりの専攻にして設置している。また各専攻は修士(Master)課程の他、博士（D.DesとPr.D）の課程もある。修士、博士プログラムで建築 、 ランドスケープ学 、 都市計画 、 都市デザイン 、 不動産 、 設計エンジニアリング、およびデザインスタディを提供。
GSDは13,000人以上の卒業生を擁し、幾多の有名な建築家 、 都市計画家 、 造園家が卒業。学校はデザインの分野で世界的に学術的リーダー校と見なされている。   
GSDは世界で最も歴史のあるランドスケープアーキテクチャープログラム（1893年に設立）や、北米で最も古い都市計画プログラム（1900年に設立）を有する。建築コースは、当初1874年にはじめられ、 デザイン大学院は1936年に正式に設立。1つの大学院の下で建築、都市計画、ランドスケープの3つの分野を組み合わせている。
2016年度の学校の寄付金の時価は約4億2,800万ドル。  

## 設置課程
- 建築学（M.ArchⅠとⅡの各コース）専攻
- ランドスケープアーキテクチュア（MLAⅠとⅡ、MLAUD（アーバンデザイン）の各コース, 緑地学/緑化工学・景観設計・造園デザイン）専攻
- 都市計画学(MUPⅠコース)及びそのデザイン(M.DesS（Master in Design Studies）、CADデザイニング、建築史および理論、ランドスケーブとエコロジー、不動産開発、環境テクノロジー、発展途上国開発という6つのコース)専攻

課程は修学条件ごとに年限の違う修士課程と、博士課程が設置されている。博士課程は制作のデザイン学博士「Doctor of Design」と論文の学術博士「Doctor of Phiiosophy」とがある。
各専攻とも、CADやCGモデリング、GISといったデジタルコンテンツの取得教育にも力を入れている。活動拠点であるジョージ・ガンド・ホールは大学キャンパスにあるレンガ造りの他の建物と比べ、吹き抜けのあるRC構造の5階建ての近代建築で、デザインスクール以外の学生らからは、あまりよいデザインの評判は聞かれないという。
2種類の修士課程はデザイン教育や実務経験のないもの（修学年限3年）やデザイン教育履修者や経験者等で2年次に編入する（修学年限2年）アドバンスプログラム者を対象としたⅠと、経験者を対象としたあるいはデザイン教育をすでに修め、より深く学ぶことを望むⅡ（修学年限1年）を開講している。単位数は両方とも各学期で20単位の取得。必修のスタジオを1つとセミナーや講義を3つの履修の他は選択でのスタジオ等を履修するが、他の大学院コースやMITの授業も履修可能である。

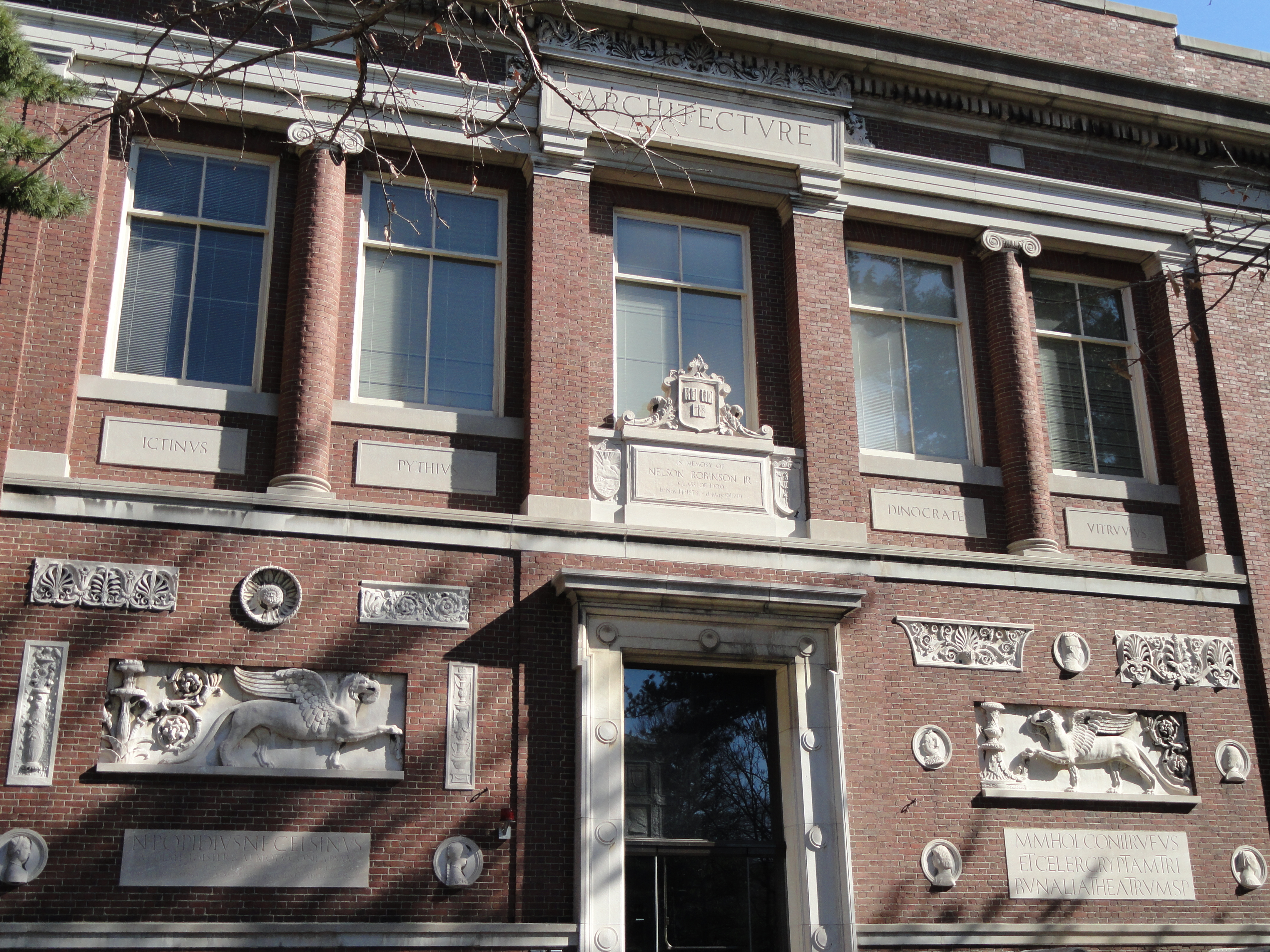
ハーバードヤードの歴史的なロビンソンホールは1972年までGSDの本拠地。

修士課程で授与される学位は建築の修士（M.Arch.）、 ランドスケープアーキテクチャーの修士（MLA）、 アーバンデザインの修士（MAUD）、アーバンデザインのランドスケープ建築の修士（MLAUD）、 都市計画のマスター（MUP）、デザイン工学の修士（MDE）、デザインの修士8つ以上の濃度での研究（学位）。 学校は（D.Des）デザインの博士、博士の学位を提供し、哲学の博士と（博士）建築の学位、都市計画、及びランドスケープ芸術科学研究科を共同で管理。 
- 建築のマスター （M.Arch.）
- 都市計画 （MUP）のマスター
- ランドスケープアーキテクチャー （MLA）のマスター
- アーバンデザイン建築学修士（MAUD）
- 設計工学のマスター （MDE）
- 都市デザインにおけるランドスケープ・アーキテクチャーの修士号（MLAUD）
- 異なる集中力を持つデザイン研究の修士号（博士号）：
- アート、デザイン、そしてパブリックドメインとして、
  - 重要な保全、
  - エネルギーと環境、
  - デザインの歴史と哲学、
  - 不動産と建築環境、
  - リスクと回復力、
  - 技術、
  - 都市主義、景観、エコロジー、
- デザイン博士（D.Des。 ）、
- 建築、都市計画、造園における哲学博士（PhD）

## 歴史

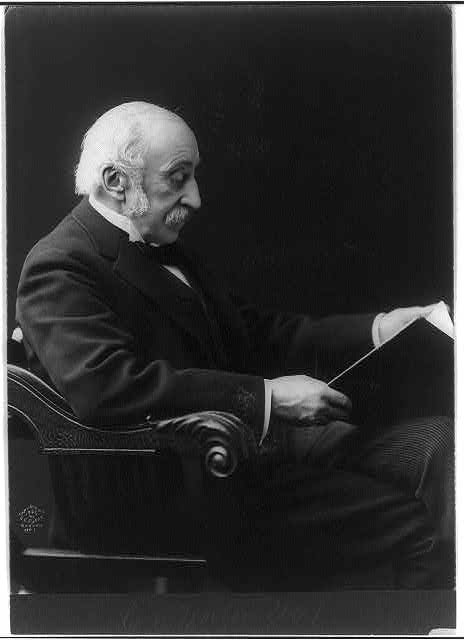
チャールズ・エリオット・ノートンは1874年にハーバード大学に最初の建築コースをもたらした

### 学部長
| 学部長                    | 在職期間        | キャリア               |
| ------------------------- | --------------- | ---------------------- |
| ジョセフ・ハドナット      | 1936年 - 1953年 | 建築家                 |
| ホセ・ルイ・セルト        | 1953年 - 1969年 | 建築家および都市計画者 |
| モーリス・D・キルブリッジ | 1969年 - 1980年 | 都市計画               |
| ジェラルド・マッキュー    | 1980年 - 1992年 | 建築家                 |
| ピーター・ロウ            | 1992年 - 2005年 | 建築家                 |
| アラン・アルトシューラー  | 2005年 - 2008年 | 都市計画               |
| モーセン・モスタファヴィ  | 2008年 - 2019年 | 建築家                 |
| サラ・ホワイティング      | 2019年 - 現在   | 建築家                 |

### 建築
チャールズ・エリオット・ノートンが、最初もたらした建築学は、1874年にハーバード大学にクラスを創設

### 都市計画
1900年にハーバード大学で最初の都市計画コースが設けられる。1909年までに、 ジェームズ・スタージス・プレーによって教えられた都市計画コースはランドスケープアーキテクチャー部門の一部としてハーバードのデザインカリキュラムに追加された。 1923年に、都市計画の専攻がランドスケープアーキテクチャーの修士課程のプログラムの下で確立される。1929年、北米で最初の都市計画学位（大学院レベル）が、ロックフェラー財団からの短期資金提供を受けてハーバード大学で創設された。MITが1935年に学位プログラムを設立した後、1959年にフォード財団の寄付金によって両校が共同で都市研究所を設立。1970年になって、GSDでの学位プログラムは終止。なお1984年にGSDに戻るまで、プログラムは一時的にハーバードケネディ政府大学院に移されていた。

### 造園
1893年、アメリカで最初のランドスケープ学専門コースがハーバード大学で開講された。 1900年、世界初のランドスケープアーキテクチャープログラムが、 フレデリック・ロー・オルムステッド・ジュニアとアーサー．A・シュークリフ（Arthur A. Shurcliff）によって創設。 学科は1913年に設立された

### 確立
3つの主要なデザイン専門職（建築、都市計画、ランドスケープ）は1936年に正式に統合され、ハーバード大学大学院デザイン学部を設立。 1937年、 ドイツからヴァルター・グロピウスは建築学科の学長としてGSDの教員に加わり、 マルセル・ブロイヤーを含む近代デザイナーらを中心にカリキュラムの見直しを図った。
1960年、 ホセ・ルイ・セルトは米国国内初のアーバンデザインプログラムを創設。 現在の象徴的な家GSDであるGeorge Gund Hallは、1972年にオープンし、オーストラリアの建築家でGSDの卒業生であるJohn Andrewsによって設計された。学校の現在は使用されていないコンピューターグラフィックスおよび空間分析研究所（LCGSA）は、1960年代後半から1970年代にかけて、現在商品化されている地理情報システム （GIS）技術が生まれた研究開発環境として広く認識されている。 最近の研究イニシアチブには、建築設計や建築の文脈で新しい材料システムや製造技術を調査するユニットであるDesign Robotics Groupがある。

## 沿革
- 1874年、当時の学長チャールズ・ウィリアム・エリオットのいとこであるチャールズ・エリオット・ノートン教授が芸術論の講義の中で建築史に触れ、建築学科設立の契機となる
- 1893年、ハーバードで最初の建築専門の授業がヘルベルト・ラングフォード・ウォーレン教授によって開講
- 1895年、建築学士のコースを自然科学学部内に設置
- 1900年、エリオット学長が、自身の息子でボストン・パークシステム「エメラルドネックレス」形成に尽力したチャールズ・エリオットの早すぎる死を悼しみ、息子の専門であるランドスケープアーキテクチュアを学ぶことのできるコースを設置したいとの願いを、同じくパークシステムに尽力したフレデリック・ロー・オルムステッドの息子フレデリック・ロー・オルムステッド・ジュニアやアーサー・シャークリフらが、アメリカで最初のランドスケープアーキテクチュアの専門コースを学部に設立
- 1906年、学部のリベラルアーツ教育をめざし、それまで学部レベルでの教育であった建築と造園/ランドスケープアーキテクチュアのコースを大学院レベルに移行
- 1909年、ランドスケープ・アーキテクチュア専攻の講義としてジェームス・プレー（英語版）により、都市計画学の講義が開始される
- 1914年、大学院ステータス取得
- 1923年、都市計画学がランドスケープ・アーキテクチュア専攻の教授であるヘンリー・ヴィンセント・ハバードの尽力により確立され、ランドスケープ・アーキテクチュア専攻に都市計画コースが開設される
- 1929年、都市計画コースが都市計画デザイン専攻へ改組
- 1936年、大学院の建築、ランドスケープアーキテクチュア、都市計画デザインの3分野を大学院スクール・オブ・デザインとして統合
- 1950年、各専攻分野で都市デザインや地域計画のプログラムコース（2ヵ年と、行政学マスターを加える3ヵ年）が開設される
- 1953年、デザイン学部長がホセ・ルイ・セルトに替わり、しだいに専攻分野で教育プログラム（演習）がアーバンデザインに関するものが重視されていく
- 1960年、1ヵ年のアーバンデザイン専攻を開設。3分野でのアーバンデザインの教育プログラムを融合しまた3分野からの修了者が入って学ぶという方式を執る、アメリカの大学で初めて単独の専攻として誕生させる（その後、現在の組織に改組）

## ランキング
2016年現在、プログラムの10年間の平均順位は、National Architectural Accrediting Boardによって認定されたプログラムのDesignIntelligenceの順位に総合して1位にランクされている。

## エグゼクティブエデュケーション
エグゼクティブ教育はGSD内で継続的な教育クラスを提供、7 Sumner Rdにある。 不動産上級管理開発プログラム（AMDP）は、6週間のエグゼクティブ開発コース。このプログラムは、不動産業界で15年以上の経験を持つ専門家に開かれている。 AMDPを卒業すると、参加者は本格的なハーバード大学の卒業生。 2010年、AMDPは10年目を迎えた。 
エグゼクティブエデュケーションが主催するもう1つの大きなプログラムは、サマーオープン登録制度。 2013年、エグゼクティブエデュケーションは7月を通して18のクラスを開催。 各クラスは1〜3日続き、 アメリカ 建築家協会 、 アメリカランドスケープ学会、およびアメリカ計画協会を通じて継続教育クレジットの対象となる。 主題の基本的な知識が推奨されているが、オープン登録クラスは誰にでも開かれている。 

## 全学生
2012年から2013年の時点で、878人の学生が在籍。建築学には362人の学生、42％がランドスケープアーキテクチャー、182人が21％、ランドスケープアーキテクチャーが21％、博士課程またはデザイン研究プログラムに173人の学生または20％が参加。 約65％の学生がアメリカ人。学生の平均年齢は27歳。GSDの学生は、 ハーバード大学院評議会 （HGC）、全大学規模の学生政府組織によって代表され、数十の内部GSD学生クラブもある。

## 研究および出版物
その学位プログラムに加えて、GSDはロブフェローシップ、および持続可能なインフラストラクチャのためのZofnassプログラムなどの多数の研究イニシアチブを管理。学校は隔年でハーバードデザインマガジン 、プラットフォーム、および他のデザインブックやスタジオ作品を発行している。

### デザイン研究所
GSDデザイン研究所は、デザインが社会の変化の主体となることを可能にすることを目的として、研究を通して理論的および応用的な知識を総合。 現在以下の7つの研究室がある。 材料プロセスとシステムグループ エネルギー、環境、デザインNew Geographies Lab;レスポンシブ環境と成果物ラボ。社会庁ラボ。都市理論研究室ジオメトリラボである。

## キャンパス
GSDキャンパスはハーバードヤードの北東にあり、 メモリアルホールの向かいにある。 Gund HallはGSDの本館で、ほとんどの学生スペースと教員室を収容している。 その他の近隣の建物には、学校のデザイン研究室、教員室、ローブフェローシッププログラム室、および学生のための研究室用スペースとD.Des。プログラムがある。

### ガンドホール
Gund Hallは本館で、約800名の学生と100名以上の教職員、講義室、セミナー室、ワークショップと暗室、視聴覚センター、コンピューター設備、Chauhaus、カフェテリア、プロジェクト室、パイパー講堂、そしてフランシスローブ図書館を有し、中央スタジオスペースは、トレイとも呼ばれ、階段状の晴天の屋根の下で5つのレベルにまたがっている。Gund Hallにはバスケットボールコートを含む庭があり、イベントのために、クラスプロジェクトのための展示場として、そして開会式のための舞台としてしばしば使われる。

### フランシスローブ図書館
Frances Loeb Libraryは、デザイン研究科のメイン図書館。 この図書館には、30万冊以上の本や雑誌のコレクションがありまた、GSDの貴重書や写本を所蔵している資料・映像資源部、特別徴収部もある。

### 製作ラボ
ファブリケーションラボには、教員研究や学生の授業研究に向けたモデル作成やプロトタイプ作成に利用できる伝統的なツールと最先端技術両方を備える。 製作ラボには、フルウッドショップ、メタルショップ、印刷ラボ、3D印刷、CNCツール、ロボットマシン、 レーザーカッターマシンなどがある。

## 優秀な卒業生と教員
2013年現在、GSDは96か国に13,000人以上の卒業生を擁している。 GSDには77名の教員と129名の客員教員がいる。教員の45％が米国外生まれ。 

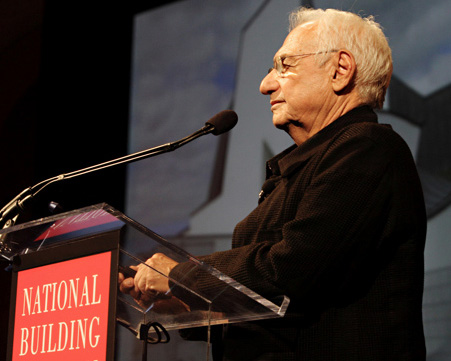
フランク・ゲーリー 、都市計画学友

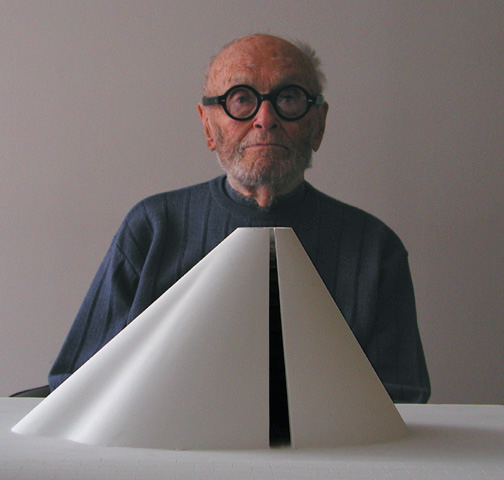
フィリップ・ジョンソン 、建築学友

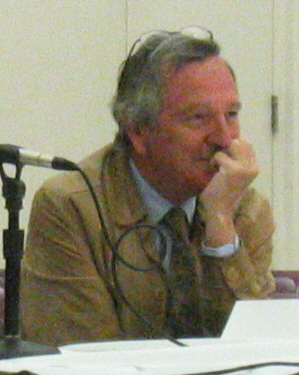
ホセ・ラファエル・モネオ 、建築学部

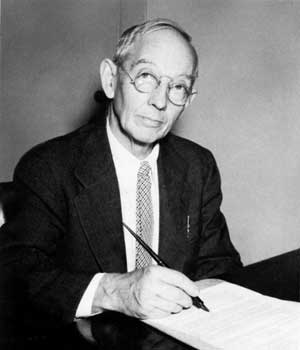
ランドスケープアーキテクトプログラムの創設者であるフレデリック・ロー・オルムステッド・ジュニア

### 名誉教授
- アラン・A.アルトシュラー
- ウィリアム・ドベレ
- リチャード・T.T・フォルマン
- ジェラルド・マック
- カール・シュタイニッツ

### 出身者
日本からも建築の専攻、アーバンデザイン専攻だけでも数多く、客員の教授や研究員の在籍経験者だけでも安藤忠雄（1989年に客員教授）藤井博巳 (1987年、客員）渡辺明 (建築家)(1980年に研修留学）坂茂（2010年に客員教授）山口隆 (建築家)（2010年に客員研究員）長谷川逸子（1992年に客員教授）磯崎新（客員教授）長谷川豪（2017年に客員教授）とおり、出身者も槇文彦（准教授も）, 竹山実, 波多江健郎, 岩崎駿介, 長島孝一, 高橋志保彦, 丹下憲孝, 佐藤尚巳, 谷口吉生, 赤川貴雄（北九州市立大学）, 神田駿（都市計画家）, 遠藤真由, 渡辺真理 (建築家), 平山嵩, 米田明, 加藤源, 国広ジョージ(教鞭もとった), 横山禎徳, 芦原義信(客員も), 渡辺純, 小沢明, 三浦周治, 鈴木エドワード, 松永安光、坂東幸輔、小林博人（デザイン学博士課程修了）津島暁生、高橋俊介、樋口明彦 (九州大学)、川口宗敏（静岡文化芸大院), 澤岡清秀(工学院大学）三谷幸司（四天王寺大学）横山禎徳、小林正美（明治大学）奥山健二（明星大学）各務謙司、山本典男、小島真知、奥村俊慈、高俊民、百武ひろ子、宮内智久、佐々木孝、小倉善明（日建設計）高垣建次郎、岡路明良
の面々がいる。
ランドスケープアーキテクチュア専攻では、戦前武居高四郎や上原敬二、関口鍈太郎らが短期に滞在し、ジェームス・プレーから教えを受けているが、出身者に石川幹子（ランドスケープアーキテクト、東京大学）坂井文（北海道大学）武田史朗（ランドスケープアーキテクト、千葉大学）宮城俊作（ランドスケープアーキテクト、東京大学）三谷徹（ランドスケープアーキテクト、東京大学）登坂誠（ランドスケープアーキテクト、日建設計）中津秀之（ランドスケープアーキテクト、関東学院大学） の面々が、研究員では村上暁信（フルブライト研究員）佐々木葉二（1989年に客員研究員）恒川篤史（1995年から1996年に客員研究員として滞在）光岡伸洋（2023年から客員研究員）の面々がいる。
建築やアーバンデザイン専攻では
ウィリアム・アロンゾ（公共政策大学院・ケネディスクールも修了）、ロバート・ジョセフ・ガードナー・メドウィン、ニール・ディナーリ、ショーン・ドノバン（住宅都市開発省長官）エドワード・ダレル・ストーン、ジョージ・ナカシマ（すぐマサチューセッツ工科大学（MIT）に移籍）、ジェームズ・ガーディナー、トム・メイン、ジョージ・ハウ、マイケル・グレイヴス、梁思成、ナーダー・テラーニ、ヘンリー・ホブソン・リチャードソン、フランク・ゲーリー（都市計画専攻に1年間在籍）、
ハーヴェイ・W・ワイリー、ハリー・サイドラー、ジョン・ヘイダック、ダニー・フォスター（建築家・テレビキャスター）、チャールズ・ジェンクス、ミッチェル・ヨアヒム、ロジャー・モンゴメリー（HUDアーバンデザイナー、UCバークレー校学部長）、ミシェル・モセッシアン（モセッシアン＆パートナーの建築家、デザインプリンシパル・創設者）、リチャード・マーフィー・ジュニア、
エリオット・ノイズ、ヘンリー・コブ（のち教授）
デビッド・ハイマン、ポール・ルドルフ、ジョン・アンドリュース（GSDガンド・ホールの設計者）、クリストファー・アレクザンダー、ジョシュア・プリンス・ラムス、ムサヴィム・サビ、クリストファー・チャールズ・ベーニンガー、エドワード・ララビー・バーンズ、ブルーノ・ゼヴィ （建築家、評論家、歴史家） 
アレハンドロ・ザエラ・ポロ、ミシェル・ミカヘレス、ジェームス・ランビアーシ、イオ・ミン・ペイ、ナオミ・ポロック、らの他、ローリー・ジョーダン（ERDAS社の創設者）ESRI社の社長ジャック・デンジャモンド、フォティス・コラキデス（Fotis Colakides, キプロス・リマソール市長、欧州評議会副会長）ケヴィン・ラファティ、ジェリー・ハリスン（トーキング・ヘッズのキーボード、ギター、バック・ボーカル） らも輩出。
卒業生でプリツカー賞受賞者は、フランク・ゲーリー（名誉博士号も授与）フィリップ・ジョンソン、槇文彦、トム・メイン、I.M.ペイ、らがいる。
ランドスケープ専攻では、
エドワード・ダレル・ストーン・ジュニア（ランドスケープアーキテクト、EDSAの創始者）、ヒデオ・ササキ（元学部長、SWAグループ創設者）
グラント・ジョーンズ、フレッチャー・スティール、スタンレー・ホワイト、
ヘンリー・ヴィンセント・ハバードとテオドラ・キンブル（図書館司書も）、トーマス・チャーチ、ダン・カイリー（特別聴講生（特待生）として在籍したが修了はせず）、ジェームス・C・ローズ（特待生として）、ガレット・エクボ（ランドスケープアーキテクトで教育者、UCバークレー名誉教授）、イアン・マクハーグ（ランドスケープアーキテクトで教育者、ペンシルバニア大学名誉教授）、コンジェン・ユー（ランドスケープアーキテクトで教育者、Turenscapeの創始者）、ロバート・ザイオン、ハロルド・ブリーン、ローレンス・ハルプリン、ケン・スミス（現在教員も）、ピーター・ウォーカー (ランドスケープアーキテクト)（ランドスケープ学科長もつとめた）らを輩出。

### 教授陣・教授経験者
客員も含めると、
ジョセフ・ハドナット（GSD初代学部長）、プレストン・スコット・コーエン（建築専攻長）、ヴァルター・グロピウス、マルセル・ブロイヤー、マルティン・ヴァグナー、ヒュー・スタビンス、クリストファー・タナード、
ジークフリート・ギーディオン（名著『時間・空間・建築』は、ハーバードでの講義録がもとになっている）、ジョセップ・ルイス・セルト（ホセ・ルイ・セルト、1953-1969、GSD学部長）、ノーマン・ニュートン（造園史・景観史）、K.マイケル・ヘイズ（エリオット・ノイズ終身教授。作家、歴史家） 
レム・コールハース（“建築実践と都市デザイン”の教授）、クシシュトフ・ヴォディチコ、ピーター・アイゼンマン、ジャンカルロ・デ・カルロ（客員教授）、アルヴァロ・シザ、セシル・バルモンド、ザハ・ハディッド、フェリックス・キャンデラ、エドゥアルド・ソウト・デ・モウラ、ラファエル・ヴィニオリ、ホセ・ラファエル・モネオ（建築デザインコース長も務めた）
ヘルムート・ヤーン（客員教授）ビクター・グルーエン、トーマス・アダムス (都市計画家)、
フロリアン・アイデンベヤーグ、ウェス・ジョーンズ、ニール・カークウッド、マーチン・ベクトールド（建築技術の教授、ディレクター、デザインロボティクスグループ）、スタンフォード・ウィンター（作家）、マイケル・マンフレディ、マリオン・ワイス（ワイス/マンフレディ）、ラーフル・メロトラ（都市計画とデザイン学科長）、トシコ・モリ、モーセン・モスタファヴィ（ディーン）、ファッシド・ムサヴィ、ラース・ミュラー、エマニュエル・プティ、アントワーヌ・ピコン、リチャード・フォアマン、ルイス・ロホ・デ・カストロ、ピーター・ロウ、マーサ・シュワルツ、マック・スゴギン (Mack_Scogin_Merrill_Elam) 、リチャード・マイヤー（客員教授）ホルヘ・シルヴェッティ、ジョン・R・スティルゴー、カール・スタイニッツ、マイケル・バン・ボールクンバーグ、チャールズ・ワルトハイム（ランドスケープ学科長）、ケネス・ジョン・コナント、モシェ・サフディ、J.B.ジャクソン、リック・ジョイ（客員教授）、モニカ・ポンセ・デ・レオン、ビャルケ・インゲルス（客員教授）、ジョシュア・プリンス・ラムス（客員教授）、ジョージ・ハーグリーブス、ヘルツォーク&ド・ムーロン（ジャック・ヘルツォークとピエール・ド・ムーロン）
アレハンドロ・アラベナ、ジェフリー・ハーン、コスタス・タージディス、
らがいる。